# Kocierz Moszczanicki
Kocierz Moszczanicki is een plaats in het Poolse district  Żywiecki, woiwodschap Silezië. De plaats maakt deel uit van de gemeente Łękawica en telt 1055 inwoners.